# Dänische Fußballnationalmannschaft (U-20-Männer)
Die dänische U-20-Fußballnationalmannschaft ist eine Auswahlmannschaft dänischer Fußballspieler. Sie unterliegt der Dansk Boldspil Union und repräsentiert diese auf der U-20-Ebene in Freundschaftsspielen gegen die Auswahlmannschaften anderer nationaler Verbände sowie möglichen Pflichtspielen der Altersklasse wie beispielsweise der U-20-Weltmeisterschaften. Spielberechtigt sind Spieler, die ihr 20. Lebensjahr noch nicht vollendet haben und die dänische Staatsangehörigkeit besitzen. Bei Turnieren ist das Alter beim ersten Qualifikationsspiel maßgeblich. 

## Geschichte
Eine dezidierte U-20-Auswahlmannschaft wird seitens der Dansk Boldspil Union seit Anfang 2002 geführt, als diese unter Auswahltrainer Flemming Serritslev bei einem internationalen Jugendturnier in Südafrika gegen Simbabwe, Ghana, Angola und Südafrika antrat. Der erste Sieg gelang im Rahmen des Milk Cups im Sommer des Jahres als Irland mit 1:0 besiegt wurde, erst im Endspiel wurde gegen Paraguay mit einer 0:1-Niederlage nach einem Treffer des späteren Deutschlandprofis Julio dos Santos der Titelgewinn verpasst.
Da die U-19-Auswahlmannschaft nicht über die für die Qualifikation maßgebliche U-19-Europameisterschaft eine U-20-Weltmeisterschaft erreichen konnte, blieb der dänischen U-20-Nationalmannschaft auch in der Folge eine Endrundenteilnahme verwehrt. 2011 holte sie im Milk-Cup-Endspiel gegen Nordirland nach einem Treffer von Mark Gundelach den Titel, bei den Milk-Cup-Teilnahmen 2009 und 2012 erreichte sie noch zweimal das jeweils gegen Nordirland respektive Mexiko verlorene Endspiel.